# Epelis carbonaria
Epelis carbonaria là một loài bướm đêm trong họ Geometridae.